# Maciej Forycki
Maciej Forycki, né en 1974, est un historien, écrivain et traducteur polonais.

## Biographie
Maciej Antoni Forycki fait ses études d'histoire de 1993 à 1998 à l'université Adam-Mickiewicz de Poznań et à l'université Panthéon-Sorbonne.
Il obtient en 2002 un doctorat sous double tutelle (UAM et université de Versailles-Saint-Quentin-en-Yvelines), pour une thèse intitulée  Polska anarchia w myśli republikańskiej doby oświecenia (L'anarchie polonaise : le système institutionnel de la République nobiliaire dans la pensée des Lumières). Ses directeurs de recherche sont Maciej Serwański (pl) et Chantal Grell et les rapporteurs Marian Drozdowski (pl) et Jean Bérenger.
En 2002, il devient maître de conférence au département d'histoire moderne du XVIIIe siècle de l'Institut d'histoire de l'université de Poznań. Il travaille principalement sur l'histoire culturelle (en particulier l'histoire des idées), le dix-huitième siècle et les relations franco-polonaises. À deux reprises - en 2005 et 2006 - il reçoit une bourse de la Fondation pour la science polonaise (FNP). Il donne des cours magistraux d'histoire du monde du XVIe au XVIIIe siècle et d'histoire moderne, et les interventions sur la civilisation des pays de langue romane.

## Publications scientifiques
- Maciej Forycki, L'« anarchie » polonaise. Le système institutionnel républicain de la Pologne nobiliaire dans la pensée des Lumières, Poznań-Versailles, 2001,  (ISBN 978-2-7295-6643-2)
- Maciej Forycki, Anarchia polska w myśli oświecenia. Francuski obraz Rzeczypospolitej szlacheckiej u progu czasów stanisławowskich, Poznań, 2004,  (ISBN 978-83-7177-385-3)
- Maciej Forycki, Stanisław Leszczyński. Sarmata i Europejczyk. 1677-1766, Poznań, 2006,  (ISBN 978-83-87816-88-9)

## Articles
- Maciej Forycki, « Kontakty astronomii i fizyki poznańskiej z Francją w dobie oświecenia », Kronika Miasta Poznania, rocznik 65, 1997, numer 3, p. 207–224,  (ISSN 0137-3552)
- Maciej Forycki, « Republikanin polski z XVIII wieku. Kształtowanie się sylwetki politycznej Michała Wielhorskiego », Scripta Minora, tom 2, 1998, p. 269–287,  (ISSN 1426-8795)
- Maciej Forycki, « Konstruktywizm przemagający – kilka uwag na marginesie filozofii Andrzeja Zybertowicza », Przegląd Bydgoski, rocznik 9, 1998, p. 65–71,  (ISSN 1429-7655)
- Maciej Forycki, Alicja Szulc - « Ku odnowie polskiej rodziny. Program wychowawczy Matki Marceliny Dorowskiej (1827-1911) », Nasze Historie nr 4 (1999), p. 27–51.
- Maciej Forycki, « Entre le despotisme et la liberté. Propos de Rousseau sur le roi Stanislas-Auguste», in Les grands hommes des autres. Maciej Serwański, Poznań, 2000, p. 197–207,  (ISBN 83-86650-53-2)
- Maciej Forycki, « Le cimetière dans les guides imprimés polonais du XXe siècle, in Les guides imprimés du XVIe au XXe siècle. Villes, paysages, voyages. Gilles Chabaud, Évelyne Cohen, Natacha Coquery, Jérôme Pene, Paris, 2000, p. 459-470,  (ISBN 978-2-7011-2738-5)
- Maciej Forycki, « Wandea Chateaubrianda », Arcana, rocznik 7, 2001, numer 1, p. 64-73,  (ISSN 1233-6882)
- Maciej Forycki, « Konstytucja 3 Maja w ostatnich pracach Henryka Kocója », Przegląd Zachodni, rocznik 57, 2001, numer 3, p. 199-205,  (ISSN 0033-2437)
- Maciej Forycki, « Założenie obserwatorium astronomicznego w Poznaniu i jego międzynarodowe znaczenie », Mazowieckie Studia Humanistyczne, rocznik 7, 2001, numer 2, p. 41-49,  (ISSN 1234-5075)
- Maciej Forycki,  « Rynek odświętny, Rynek polityczny. Echa Konstytucji 3 Maja w Poznańiu », Kronika Miasta Poznania, rocznik 71, 2003, numer 2, p. 277-293,  (ISSN 0137-3552)
- Maciej Forycki, « Igor Kraszewski - Portret Sarmaty oświeconego », Barok, rocznik 11, 2004, numer 1, p. 87–104,  (ISSN 1232-3233)

### Traductions du français
- François-René de Chateaubriand, O Wandei. Fragment, Arcana, rocznik 7, 2001, numer 1, p. 73–87,  (ISSN 1233-6882)
- Jean Bérenger, Tolerancja religijna w Europie w czasach nowożytnych. XV-XVIII wiek, Poznań, 2002,  (ISBN 978-83-7177-086-9)
- Enrique Martínez Ruiz, Zarys dziejów Hiszpanii nowożytnej. Od końca XV wieku do 1808 roku, Poznań, 2003,  (ISBN 978-83-89407-00-9)

### Participation à des ouvrages collectifs
- Francja, Niemcy i Polska w Europie nowożytnej i najnowszej. XVI-XX wiek, Maciej Serwański et Maciej Forycki, Poznań, 2003,  (ISBN 978-83-89407-10-8)
- La Pologne et l'Europe occidentale du Moyen-Âge à nos jours, Marie-Louise Pelus-Kaplan, Daniel Tollet, Maciej Serwański, Maciej Forycki, Poznań-Paris, 2004,  (ISBN 978-83-89407-20-7)
- Amis et ennemis héréditaires. Les stéréotypes nationaux, Maciej Forycki, Maciej Serwański, Poznań, 2006 .
- Religion et Nation : entre l'universel et les particularismes : actes du XIVe colloque Poznań-Strasbourg, 28-29 septembre 2006, Strasbourg, textes réunis et publiés par Maciej Forycki et Maciej Serwański, Poznań : Instytut Historii UAM, 2008